# It’s All About You
Az It’s All About You (magyarul: Ez mind rólad szól) egy popdal, mely Albániát képviselte a 2010-es Eurovíziós Dalfesztiválon Oslóban. A dalt az albán Juliana Pasha adta elő angol nyelven.
A dal a negyvennyolcadik alkalommal megrendezett albán zenei fesztivál, a Festivali i Këngës döntőjében, 2009. december 27-én nyerte el az indulás jogot. A fesztiválon albán nyelven, Nuk mundem pa ty (Nélküled nem tudom) címmel adták elő. Juliana Pasha 133 ponttal nyerte meg a fesztivált, így hazáját ő képviselheti a 2010-es Eurovíziós Dalversenyen. Az énekesnő korábban kettő alkalommal vett részt az albán nemzeti döntőn: 2008-ban harmadik, 2009-ben második helyen végzett.
2010. március 16-án mutatták be a dal végleges, angol nyelvű változatát. A dalt Ardit Gjebrea és Pirro Çako írta.
Az Eurovíziós Dalfesztiválon a dalt először a május 25-én rendezett első elődöntőben adták elő, a fellépési sorrendben tizenkettedikként a máltai Thea Garrett My Dream című dala után, és a görög Giorgos Alkaios & Friends OPA című dala előtt. Az elődöntőben 76 ponttal a hatodik helyen végzett, így továbbjutott a döntőbe.
A május 29-én rendezett döntőben a fellépési sorrendben tizenötödikként adták elő a török maNga együttes We Could Be The Same című dala után, és az izlandi Hera Björk Je ne sais quoi című dala előtt. A szavazás során 62 pontot szerzett, egy országtól, Macedóniától begyűjtve a maximális 12 pontot. Ez a tizenhatodik helyet jelentette a huszonöt fős mezőnyben.
A következő albán induló Aurela Gaçe Feel the Passion című dala volt a 2011-es Eurovíziós Dalfesztiválon.

## Lásd még
- Juliana Pasha
- Festivali i Këngës
- 2010-es Eurovíziós Dalfesztivál